# Tiiren
Tiiren – organiczny związek chemiczny należący do związków heterocyklicznych.
Tiiren zbudowany jest z trzyatomowego pierścienia, w skład którego wchodzą dwa atomy węgla, oraz jeden atom siarki. Pierścień tiirenu ma charakter nienasycony (zawiera wiązanie podwójne węgiel-węgiel).